# Тряпичный пудинг
Тряпичный пудинг (англ. Rag Pudding) — английское несладкое блюдо, состоящее из фарша и лука, завёрнутых в тесто на нутряном жире, которое затем готовится в марле.
Блюдо было изобретено в XIX веке в Олдеме, бывшем промышленном городе-спутнике, «мельничном городе» (mill town), в Ланкашире, являвшемся ранее центром хлопковой промышленности Англии. Считается, что тряпичный пудинг был придуман, чтобы с помощью простого, но калорийного блюда с небольшим количеством мяса плотно накормить голодного рабочего мельницы. Тряпичный пудинг предшествовал специальным керамическим блюдам и пластиковым пакетам в кулинарии, и поэтому в приготовлении блюда использовались хлопчатобумажные или муслиновые ткани, обычные в Олдеме. Это было революционным нововведением, потому что ранее для приготовления такого пудинга требовался кишечник (желудок) животного, и он готовился как особое угощение, но как только дешёвая ткань пришла на службу кулинарии, различные пикантные и сладкие пудинги стали повседневным английским блюдом. Местные кулинары говорят, что тряпичный пудинг — хороший выбор для первого пудинга, потому что «ничто не может пойти не так».
Этот пудинг сходен по составу и приготовлению с пудингом из стейка и говяжьих почек, в котором ингредиенты помещаются в тесто и медленно готовятся в пароварке на плите. Тряпичный пудинг можно приобрести в традиционных местных мясных магазинах в Ланкашире.